# 波紋瓢蟲
波紋瓢蟲（學名：Coccinella transversalis）是瓢蟲科瓢蟲屬的一種昆蟲。

## 形態
體長約4至6毫米。頭部、前胸背板為黑色，於前胸背板左右兩邊各有一枚紅色斑點；翅鞘為橘紅色，上有三對黑色波形斑紋，在合翅時第一對斑紋不會相連，第二、三對則會相連。

## 生態
已知分布於澳洲、印度、東南亞與台灣。